# Episodi di The Shannara Chronicles (seconda stagione)
La seconda stagione della serie televisiva The Shannara Chronicles è stata trasmessa in prima visione sul canale statunitense via cavo Spike dall'11 ottobre al 22 novembre 2017.
In Italia la stagione è andata in onda sul canale satellitare Sky Atlantic dal 16 ottobre al 18 dicembre 2017.
| nº | Titolo originale | Titolo italiano          | Prima TV USA     | Prima TV Italia  |
| -- | ---------------- | ------------------------ | ---------------- | ---------------- |
| 1  | Druid            | Il Druido                | 11 ottobre 2017  | 16 ottobre 2017  |
| 2  | Wraith           | Spettri                  | 18 ottobre 2017  | 23 ottobre 2017  |
| 3  | Graymark         | Graymark                 | 25 ottobre 2017  | 30 ottobre 2017  |
| 4  | Dweller          | Il Dweller               | 1º novembre 2017 | 6 novembre 2017  |
| 5  | Paranor          | Paranor                  | 8 novembre 2017  | 13 novembre 2017 |
| 6  | Crimson          | I Cremisi                | 8 novembre 2017  | 20 novembre 2017 |
| 7  | Warlock          | Il Signore degli Inganni | 15 novembre 2017 | 27 novembre 2017 |
| 8  | Amberle          | Amberle                  | 15 novembre 2017 | 4 dicembre 2017  |
| 9  | Wilderun         | Wilderun                 | 22 novembre 2017 | 11 dicembre 2017 |
| 10 | Blood            | Sangue                   | 22 novembre 2017 | 18 dicembre 2017 |

## Il Druido
- Titolo originale: Druid
- Diretto da: Brad Turner
- Scritto da: Alfred Gough e Miles Millar

### Trama
Un anno dopo la sconfitta del Dagda Mor, Wil Ohmsford cerca di rifarsi una vita coronando la sua aspirazione di diventare un guaritore presso la scuola degli gnomi di Storlock. Il mezzelfo non si è ancora ripreso dalla scomparsa dell'amata Amberle e dal non essere riuscito a trovare Eretria, caduta nelle mani dei troll, ma conduce una vita tranquilla fino all'incontro con Mareth Ravenlock, una mezzelfa come lui che sostiene di essere legata al suo vecchio mentore Allanon. 
Ma sulle orme di Wil ci sono anche le Mortombre create da Bandon, ex pupillo di Allanon deciso a riportare in vita il famigerato Signore degli Inganni. Già in possesso della sua spada, il giovane mago attua la sua prima mossa recuperando il suo sangue, una delle tre reliquie che gli servono per attuare il rituale di magia nera.
Eretria in realtà non è affatto prigioniera dei troll: ad averla presa in custodia è infatti Cogline, che si era già preso cura di lei prima che la ragazza finisse nelle mani di Cephalo e dei suoi Nomadi. L'ex druido ha contribuito a fondare nelle rovine di San Francisco un nuovo insediamento umano ed Eretria fa ormai parte di quella realtà, essendosi anche legata sentimentalmente a Lyria, una ragazza dalle origini misteriose. Un giorno però tutto cambia: durante un combattimento con una pattuglia di troll, Eretria cade in acque profonde e qui le appare Amberle in persona che la avvisa di un pericolo imminente e la implora di trovare Wil.
Nei pressi di Arborlon il re Ander Elessedil e la sua scorta si recano sul luogo dove sono stati massacrati alcuni Elfi: il movente è stata l'accusa di praticare la magia mossa dal gruppo estremista dei Cremisi, guidato dal rivoluzionario generale Riga, un elfo deciso a estirpare per sempre la magia dalle Quattro Terre.
In breve tempo i Mortombre trovano Will il quale riuscirà a sfuggirgli solo grazie all'aiuto di Mareth che gli offre il suo aiuto in cambio della promessa di aiutarla a trovare Allanon perché dice di esserne la figlia
- Guest star: Brooke Williams (Catania), Andrew Grainger (Cogline), Mark Mitchinson (Flick Ohmsford), Desmond Chiam (Generale Riga), Poppy Drayton (Amberle Elessedil).
- Altri interpreti: Glen Levy (Slanter), Erroll Shand (Valcaa), Calvin Tuteao (Anziano Stor), Matthew Arbuckle (Edain), Grae Burton (Brahms), John Leigh (Dax), Ashlee Fidow (cacciatrice di taglie elfica), Andrew Stehlin (cacciatore di taglie elfo), Tawanda Manyimo (contadina), Ben Fransham (Ombra Rossa).
- Ascolti USA: telespettatori 314 000 – rating 18-49 anni 0,1%[3]

## Spettri
- Titolo originale: Wraith
- Diretto da: Brad Turner
- Scritto da: Evan Endicott e Josh Stoddard

### Trama
Ancora inseguiti dalle Mortombre, Wil e Mareth si recano a Valle d'Ombra dove trovano lo zio di Wil, Flick, malconcio ma ancora vivo. Questi racconta a Wil che le Mortombre erano i servitori del Signore degli Inganni e che questi si era assicurato l'immortalità grazie a un rituale che avrebbe avuto il potere di riportarlo in vita. Perché esso si compia è necessario radunare tre oggetti: il suo sangue, la sua spada e il suo teschio. Flick sostiene inoltre di sapere dov'è nascosto quest'ultimo.
La fuga di Eretria e Lyria dura poco, infatti le due vengono catturate da una banda di Nomadi, ma vengono salvate dal mercenario Gareth Jax, incaricato di portare Lyria nel Regno di Leah. Qui si scopre che Lyria altri non è che la figlia ribelle della regina Tamlin, che è intenzionata a darla in sposa ad Ander Elessedil, anch'egli a Leah col suo seguito per stipulare un'alleanza contro i Cremisi.
A Storlock, Bandon è sulle tracce di Wil e interroga l'anziano Stor, riuscendo ad arrivare alla sua posizione leggendogli la mente. Scortato dalle Mortombre, riesce in breve tempo a trovare Wil, Mareth e Flick, e ancora grazie alla lettura della mente scopre che il teschio di Brona si trova a Paranor. Lo scrigno in cui è sigillato, tuttavia, può essere aperto solo da un druido e, per assicurarsi che Wil convinca Allanon ad aiutarlo, Bandon rapisce Flick.
Nel frattempo, però, Allanon è caduto in un'imboscata del generale Riga, immune ai suoi poteri grazie a degli amuleti anti-magia. Anche l'elfa Catania, amante di Ander, è vittima dei Cremisi, venendo uccisa da Edain, un infiltrato nella guardia reale.
- Guest star: Caroline Chikezie (Regina Tamlin), Brooke Williams (Catania), Mark Mitchinson (Flick Ohmsford), Desmond Chiam (Generale Riga).
- Altri interpreti: Glen Levy (Slanter), Erroll Shand (Valcaa), Calvin Tuteao (Anziano Stor), Matthew Arbuckle (Edain), Graham Vincent (Grandal), Aron Eastwwod (Soldato Cremisi), Ben Fransham (Ombra Rossa).
- Ascolti USA: telespettatori 206 000 – rating 18-49 anni 0,1%[4]

## Graymark
- Titolo originale: Graymark
- Diretto da: James Marshall
- Scritto da: Javier Grillo-Marxuach

### Trama
- Guest star: Caroline Chikezie (Regina Tamlin), Desmond Chiam (Generale Riga).
- Altri interpreti: Erroll Shand (Valcaa), Matthew Arbuckle (Edain), Graham Vincent (Grandal).
- Ascolti USA: telespettatori 225 000 – rating 18-49 anni 0,1%[5]

## Il Dweller
- Titolo originale: Dweller
- Diretto da: James Marshall
- Scritto da: Elle Triedman

### Trama
A Storlock, Wil ed Eretria sono costretti a separarsi: mentre la Nomade viene inviata a Leah insieme a Garet Jax per avvertire re Ander dell'alleanza fra la regina Tamlin e i Cremisi, il mezzelfo parte per Paranor con Allanon e Mareth. Tuttavia lungo la strada il druido compie una deviazione per raggiungere il luogo dove è sepolto Shea Ohmsford, il padre di Wil, e recuperare la leggendaria Spada di Shannara con cui intende fronteggiare il possibile ritorno del Signore degli Inganni. Prima di riuscire nell'intento però si troveranno a fronteggiare un Dweller, un'orrenda creatura simile a un ragno che si nutre delle paure altrui. Wil utilizza le Pietre Magiche per annientarlo dopodiché, giunto alla tomba di suo padre, il ragazzo brandisce per la prima volta la Spada.
Nel frattempo Eretria e Garet informano Ander del tradimento, e grazie ad uno stratagemma i tre riescono a catturare Edain e altri due infiltrati dei Cremisi. La regina Tamlin nega ogni coinvolgimento in quella faccenda e per dimostrare ad Ander la propria buonafede li fa giustiziare, ma lascia che sia Ander a spingere giù dalle mura di Leah il suo vecchio amico Edain.
Sulla strada per Paranor, Bandon decide di dimostrare a Flick quanto sia in realtà deplorevole la "gente per bene" delle Quattro Terre portandolo alla fattoria in cui i suoi genitori lo avevano rinchiuso a causa della sua magia, ora abitata da un'altra famiglia. Quando i proprietari, ignari dell'identità di Bandon, esprimono la loro approvazione su quanto compiuto nei suoi confronti, il veggente in preda alla rabbia uccide il loro unico figlio, sotto gli occhi atteriti di Flick.
- Guest star: Caroline Chikezie (Regina Tamlin), Mark Mitchinson (Flick Ohmsford), Desmond Chiam (Generale Riga).
- Altri interpreti: Glen Levy (Slanter), Erroll Shand (Valcaa), Matthew Arbuckle (Edain), Phil Peleton (Logan), Tracy Lee Gray (Kira), Dayne Johnston (Park), Rupert Powell (Wil Ohmsford da bambino), Daniel Cowley (Shea Ohmsford da adulto), Tim Mac (Tyto), Jacky Geurts (guardia di palazzo).
- Ascolti USA: telespettatori 156 000 – rating 18-49 anni 0,1%[6]

## Paranor
- Titolo originale: Paranor
- Diretto da: Toa Fraser
- Scritto da: Evan Endicott e Josh Stoddard

### Trama
Wil, Mareth e Allanon giungono a Paranor dove grazie a uno stratagemma riescono a intrappolare Bandon in una prigione magica, non prima che questi abbia ferito Flick con una lama avvelenata per poter ricattare Wil: serve infatti il sangue di Shannara e di Druido (in questo caso Mareth) per accedere al luogo in cui è nascosto il teschio del Signore degli Inganni, così Bandon promette che salverà Flick solo se Wil accetterà di aiutarlo. Nonostante le proteste di Allanon, rimasto imprigionato insieme a Bandon, Wil usa le Pietre Magiche per scoprire il codice e lui e Mareth attuano il rituale per arrivare al teschio. Tuttavia, con grande stupore i due vengono catapultati in una sorta di varco temporale, ritrovandosi nella Valle d'Ombra di uno Shea Ohmsford adolescente. Dopo averlo incontrato si rendono conto che deve essere lui la chiave per trovare il teschio.
Sulla strada per Leah, Garet ed Eretria si separono; quest'ultima viene attaccata da alcuni soldati della regina Tamlin ma viene salvata da Cogline che si rivela essere stato un Druido al servizio della regina Tamlin, in passato. Una volta tornati a Leah, Cogline rinfaccia alla regina Tamlin di aver preso accordi con i Demoni, ma lei rimane indifferente. Allora Cogline porta via Eretria e le rivela che lei è in realtà una discendente dei "Figli dell'Armageddon" e possiede poteri magici dei quali il Signore degli Inganni tenterà di servirsi. La conduce dunque al cospetto di una mortombra e le annuncia che il suo addestramento è appena cominciato.
Garet intanto fa ritorno da una madre e suo figlio per donare loro i ricavi della sua ultima missione: ha infatti promesso di prendersi cura di loro. Il momento di calma viene però interrotto dall'arrivo di Valcaa, luogotenente del generale Riga, che uccide il bambino. Infuriato, Garet uccide le tre guardie che lo accompagnano e decide di catturare Valcaa per portarlo a Leah al cospetto di Re Ander. Prima che se ne vada però, la donna tenendo fra le braccia il figlio morto gli intima di non tornare mai più. 
- Guest star: Caroline Chikezie (Regina Tamlin), Mark Mitchinson (Flick Ohmsford), Andrew Grainger (Cogline).
- Altri interpreti: Glen Levy (Slanter), Erroll Shand (Valcaa), Graham Vincent (Grandal), Jarred Blakiston (Shea Ohmsford da giovane), Anthea Freya Hill (Heady), Katlyn Wong (Sheema), Maui Hitchens (Desmin), Ben Fransham (Ombra Nera), Christel Chapman (Madre di Eretria), Ella Robson (Eretria da bambina), Matthew Smith (ragazzino).
- Ascolti USA: telespettatori 240 000 – rating 18-49 anni 0,1%[7]

## I Cremisi
- Titolo originale: Crimson
- Diretto da: Brad Turner
- Scritto da: April Blair

### Trama
A Valle d'Ombra, Wil e Mareth scoprono che il teschio del Signore degli Inganni è sotterrato sotto lo spaventapasseri che Will usava da bambino come bersaglio e riescono a recuperarlo, ma prima di poter tornare nel presente devono salvare Shea dall'arrivo di altre mortombre; nonostante il mezzelfo rimanga ferito al torace, Wil riesce a guarirlo grazie alle Pietre Magiche e, dopo un commosso addio ai suoi genitori, lui e Mareth riaprono il varco temporale e tornano a Paranor.
Qui Allanon dà segni di evidente sfinimento e Bandon lo provoca avendo intuito che il tempo del druido sta per finire. Nel frattempo davanti ai loro occhi riappaiono Wil e Mareth, i quali liberano Bandon ma ribadiscono che gli cederanno il teschio solo a patto che lui salvi Flick dal morbo con cui il veleno della lama degli inganni lo ha infettato. Prima che lo scambio si compia, però, Flick afferra la spada di Bandon e si trafigge, uccidendosi, per impedire che Wil accetti di consegnare il teschio al nemico. Mentre Wil (che regge la Spada di Shannara) e Bandon intraprendono un duello, Mareth libera Allanon. La Spada di Shannara però sembra provocare a Wil strane visioni e, in uno scontro con quella di Bandon, essa si spezza. Allanon cerca di fermare Bandon, ma questi lo ferisce alla spalla e scappa, chiudendoli temporaneamente dentro. Una volta usciti, i tre seppelliscono Flick, quando ad un tratto Allanon cede sotto l'effetto del veleno.
A Leah, Tamlin manda Garet Jax a uccidere il generale Riga facendo in modo che sia lui a presentarsi ad un incontro segreto che doveva avvenire tra i due. Dopo aver ucciso le sue guardie, Jax è però messo K.O. dall'elfo, che ordina al suo secondo Valcaa - che nel frattempo è stato liberato - di occuparsi di lui ma, una volta rimasti soli, Jax si libera e dopo un breve scontro riesce a finire l'avversario tagliandogli la gola. Una volta recuperata Eretria, lasciata sola da Cogline, il cacciatore di taglie decide di tornare a Leah.
Il momento del matrimonio fra Ander Elessedil e la principessa Lyria è arrivato. Quando sembra che un accordo tra i due regni sia stato finalmente trovato, il vicario incaricato di celebrare le nozze si rivela essere nient'altro che il generale Riga il quale comincia a seminare il panico insieme ai suoi soldati che fanno irruzione nella sala. Ander e Riga intraprendono un duro combattimento, ma quando il re sta per finire l'avversario, questi lo ferisce a tradimento con un pugnale. Nel frattempo sopraggiungono Eretria e Garet Jax a dare man forte contro i Cremisi. Ander riesce ancora a salvare la vita a Lyria prima di accasciarsi a terra, morente.
- Guest star: Caroline Chikezie (Regina Tamlin), Andrew Grainger (Cogline), Mark Mitchinson (Flick Ohmsford), Desmond Chiam (Generale Riga).
- Altri interpreti: Glen Levy (Slanter), Erroll Shand (Valcaa), Graham Vincent (Grandal), Ben Fransham (Ombra Nera), Rupert Powell (Wil Ohmsford da bambino), Jarred Blakiston (Shea Ohmsford da giovane), Anthea Freya Hill (Heady), Jimmy Hazelwood (Flick Ohmsford da giovane).
- Ascolti USA: telespettatori 265 000 – rating 18-49 anni 0,1%[7]

## Il Signore degli Inganni
- Titolo originale: Warlock
- Diretto da: James Marshall
- Scritto da: Alex Díaz e Julie Díaz

### Trama
Wil e Mareth portano Allanon ancora svenuto a Storlock, dove però l'anziano Stor confessa di non avere idea di come salvarlo. Non volendosi dare per vinta, Mareth si appresta a studiare uno dei libri magici di suo padre (scritti in druidico, che la ragazza sa leggere) e scopre il metodo per riportarlo nel mondo dei vivi. Con l'aiuto di Wil si mette così telepaticamente in contatto con lui; in un pericoloso limbo fra la vita e la morte, Mareth viene condotta da Allanon dal suo antico maestro, il quale decreta che sarà la mezzelfa a dovergli succedere dopo la sua morte. Accettando entrambi questo gravoso onere, i due sono liberi di tornare nel mondo reale.
Eretria, fuggita da Leah con Lyria, riceve nella notte una visione di Amberle, che le ordina di trovare Wil ricordandole quanto il pericolo sia imminente. La Nomade affida dunque la principessa nelle mani di Cogline e parte alla volta di Storlock.
Nel frattempo la regina Tamlin vede la propria città cadere nelle mani dei Cremisi ma si rifiuta di piegarsi al loro volere. Il generale Riga dunque la fa giustiziare buttandola giù dalle mura di Leah, la stessa sorte che era toccata ai soldati che l'avevano tradita sposando la causa dei Cremisi.
Ora in possesso di tutte le reliquie che gli servono per riportare in vita il suo signore Brona, Bandon è giunto a Graymark dove ha massacrato con la magia i Cremisi rimasti a guardia della fortezza. Il ragazzo predispone gli oggetti affinché il rituale si compia: il Signore degli Inganni può quindi risorgere dal mondo dei morti.
- Guest star: Caroline Chikezie (Regina Tamlin), Andrew Grainger (Cogline), Desmond Chiam (Generale Riga), Poppy Drayton (Amberle Elessedil).
- Altri interpreti: Glen Levy (Slanter), Calvin Tuteao (Anziano Stor), Graham Vincent (Grandal), Kevin J. Wilson (Bremen), Jordan Mauger (Guardia Cremisi), Jarrod Martin (Toran).
- Ascolti USA: telespettatori 270 000 – rating 18-49 anni 0,1%[8]

## Amberle
- Titolo originale: Amberle
- Diretto da: James Marshall
- Scritto da: April Blair e Elle Triedman

### Trama
Ben presto Bandon si rende conto che il Signore degli Inganni non è quello che si aspettava: Brona applica su di lui una specie di tortura psicologica riportando in vita Catania, l'elfa da lui amata, solo per sedurla e poi costringerlo a ucciderla nuovamente. I due vengono però interrotti dall'arrivo del generale Riga, deciso a riprendersi la fortezza. Il Signore degli Inganni annienta però facilmente i suoi uomini arrivando a uccidere anche Riga decapitandolo.
Wil ed Eretria giungono ad Arborlon dove trovano la maggior parte degli Eletti morti, massacrati dai Cremisi. Mentre Eretria cerca eventuali superstiti, Wil entra nell'Eterea e si mette finalmente in contatto con l'amata Amberle. La principessa elfica gli rivela che l'unico motivo per cui la Spada si è spezzata è che lo Shannara continua a resisterle e a non fidarsi del suo potere, e che per adempiere veramente al suo compito dovrà separarsi definitivamente da lei.
Intanto Eretria trova i pochi eletti Eletti sopravvissuti e presi prigionieri dagli uomini dei Cremisi e tenta di aiutarli eliminando i soldati di guardia, ma poco dopo una Mortombra piomba su di lei impossessandosi della sua mente. La Nomade, ormai piegata al suo volere, massacra gli Eletti appena liberati e nasconde i loro corpi prima di ricongiungersi con Wil.
Garet Jax riesce a fuggire dalle prigioni di Leah grazie all'aiuto di Grandal, l'uomo più fidato della regina Tamlin, mentre a Storlock Mareth e Allanon vengono sorpresi dall'arrivo dei soldati Cremisi che hanno scoperto il loro nascondiglio e i loro poteri vengono neutralizzati grazie ai collari anti- magia. I due vengono quindi condannati al rogo dagli uomini del generale Riga.
- Guest star: Brooke Williams (Catania), Desmond Chiam (Generale Riga), Poppy Drayton (Amberle Elessedil).
- Altri interpreti: Glen Levy (Slanter), Calvin Tuteao (Anziano Stor), Graham Vincent (Grandal), Jarred Blakiston (Shea Ohmsford da giovane), Jarrod Martin (Toran), Emily Campbell (Peri), Iana Grace Pauga (Guardia Nera), Bede Skinner (Esploratore dei Cremisi), Jordan Mauger (Guardia dei Cremisi), Kelvin Taylor (Guardia dei Cremisi #3), Ryan Wolf (Condottiero dei Cremisi), James Wells (Condottiero dei Cremisi #2).
- Ascolti USA: telespettatori 284 000 – rating 18-49 anni 0,1%[8]

## Wilderun
- Titolo originale: Wilderun
- Diretto da: Toa Fraser
- Scritto da: Matt Lambert

### Trama
Allanon e Mareth vengono salvati all'ultimo dal tempestivo arrivo di Gareth Jax che spezza con degli shuriken i collari anti-magia cosicché i due possano liberarsi dalla pira in fiamme.
Bandon è amareggiato dal comportamento del suo signore e gli rivela che l'unico motivo per cui lo ha riportato in vita è che sperava fosse in grado di insegnargli a padroneggiare il suo potere, dopodiché senza preavviso lo attacca. Dopo un breve momento in cui il ragazzo sembra avere la meglio, il Signore degli Inganni si libera del suo apprendista uccidendolo.
Il gruppo composto da Wil, Eretria, Mareth e Allanon intanto è tornato a Wilderun, dove Cogline ha portato Lyria per tenerla al sicuro. Ignara del fatto che Eretria rischi continuamente di cadere sotto il controllo della mortobra dentro di lei, in un momento di intimità la principessa chiede alla Nomade di sposarla. L'insediamento viene però attaccato dal Signore degli Inganni deciso ad arrivare alla chiave per il Pozzo del Paradiso. Caso vuole che Cogline incarichi proprio Eretria (e Wil) di tenere al sicuro Lyria mentre lui, Allanon e Mareth affrontano il nemico. La Nomade viene però nuovamente posseduta dalla mortombra e, dopo aver stordito Wil, rapisce la principessa di Leah. Nel frattempo lo scontro con il Signore degli Inganni risulta peraltro impari e presto Allanon viene messo fuori gioco.
- Guest star: Andrew Grainger (Cogline).
- Altri interpreti: Glen Levy (Slanter), Calvin Tuteao (Anziano Stor), Ben Fransham (Ombra Rossa), James Wells (Condottiero dei Cremisi), Mel Odedra (Capitano dei Cremisi), Lolo Rounds (Tomas).
- Ascolti USA: telespettatori 257 000 – rating 18-49 anni 0,1%[9]

## Sangue
- Titolo originale: Blood
- Diretto da: Brad Turner
- Scritto da: Evan Endicott e Josh Stoddard

### Trama
Rimasta sola, Mareth sta per essere uccisa dal Signore degli Inganni ma viene salvata da Allanon, ripresosi, che le ordina di andare a cercare Wil. I due ragazzi tornano giusto in tempo per vedere Allanon venire trafitto dalla spada degli inganni e dissolversi. Il loro lutto è però interrotto dall'arrivo di Cogline, che li esorta a seguirlo a Leah per preservare il Pozzo del Paradiso, non prima di aver onorato in ginocchio la morte dell'amico.
Nel frattempo Eretria, ancora posseduta dalla mortombra rossa, porta Lyria al cospetto del Signore degli Inganni, il quale la conduce a Leah per accedere finalmente al Pozzo a assicurarsi il predominio sulle Quattro Terre e ordina ad Eretria di infiltrarsi per fare in modo che la diga della città rimanga aperta. Dopodiché accede alla fonte del Fiume d'Argento e ne infetta le acque con il proprio sangue. 
Presso gli ingranaggi della diga, Eretria fa allontanare Jax e uccide Grandal, ma l'arrivo di Cogline impedisce che l'acqua infetta si diffonda. Con l'aiuto di Jax, il vecchio druido riesce ad estirpare la mortombra dal corpo della Nomade e confinarla nel Divieto.
Wil e Mareth affrontano il Signore degli Inganni al Pozzo e insieme riescono a trafiggere il suo cuore con la Spada di Shannara. Tuttavia anche Will è ferito gravemente e comprende che l'unico modo per depurare l'acqua della fonte è gettarvisi risanandola con il proprio sangue. Prima del sacrificio, Wil affida le Pietre Magiche a Mareth e i due ragazzi si baciano appassionatamente per la prima volta.
Una volta salvate le Quattro Terre, Mareth, Eretria e Cogline si recano a Paranor per continuare l'addestramento, mentre Lyria viene incoronata regina del regno di Leah. Durante il discorso inaugurale, la ragazza ricorda coloro che sono morti per difendere le Quattro Terre, su tutti la regina Tamlin, Ander Elessedil, Allanon e Wil Omshford.
Ma Wil in realtà è ancora vivo, sospeso in una dimensione parallela infestata dalle Furie. Poco prima che una di loro si getti su di lui, lo Shannara apre gli occhi.
- Guest star: Caroline Chikezie (Regina Tamlin), Andrew Grainger (Cogline).
- Altri interpreti: Glen Levy (Slanter), Graham Vincent (Grandal), Ben Fransham (Ombra Rossa), Li Ming Hu (Consigliera Shona).
- Ascolti USA: telespettatori 239 000 – rating 18-49 anni 0,1%[9]